# خرفار مزرق
خرفار مزرق (الاسم العلمي: Phalaris coerulescens) هو نوع نباتي يتبع جنس الخرفار من فصيلة النجيلية.